# Tunnel Rueil-Malmaison - Bailly
Autoroute A112
Le tunnel Rueil-Malmaison - Bailly (Autoroute A112) devait prolonger l’actuelle autoroute française A12 depuis Bailly, au sud du triangle de Rocquencourt, jusqu'à Rueil-Malmaison, au niveau du tunnel Duplex A86 emprunté par l'autoroute A86.
Contrairement au Duplex, ce tunnel long de 7,5 kilomètres, réalisé en pente douce de moins d'1,5 %, aurait dû être bidirectionnel et ouvert à tout véhicule de moins de 4,5 mètres de hauteur. Mais, considérant sa complexité et compte tenu des normes de sécurité des tunnels et son coût, il reste au stade des études, mais semble abandonné.
Une galerie d'accès au duplex A86 au niveau de l'entrée côté Nanterre, initialement creusée pour ce projet, est décorée d'une grande fresque réalisée par l'artiste Felipe Pantone. Elle n'est visible par le public qu'à l'occasion des journées du patrimoine.

## Parcours
- Échangeur entre A86 et A112 à 0 km : Nanterre, La Défense, Paris-Porte Maillot
- Début de tunnel à 0 km
- Échangeur entre A13 et A112 à 6,5 km : Paris-Porte de Saint-Cloud, Versailles-Montreuil, A13 direction Caen, Poissy
- Sortie de tunnel à 7,5 km : Évry, Dreux, Rambouillet, Trappes, Saint-Quentin-en-Yvelines, Bois-d'Arcy